# Тулендорф
Тулендорф (нем. Thulendorf) — община в Германии, в земле Мекленбург-Передняя Померания.
Входит в состав района Бад-Доберан. Подчиняется управлению Карбек. Население составляет 566 человек (на 31 декабря 2010 года). Занимает площадь 10,69 км².